# Olaya Herrera
Olaya Herrera es un municipio colombiano situado en el departamento de Nariño, al suroeste del país. Limita hacia el oeste con Mosquera, al este con La Tola, al sur con Magüí Payán y Roberto Payán y hacia el norte con el Océano Pacífico. Su cabecera municipal es Bocas de Satinga.

## Toponimia
Nombrado en homenaje al presidente liberal colombiano Enrique Olaya Herrera.

## Geografía
Extensión total: 2929 km²
Extensión área urbana: 1500 km²
Extensión área rural: 1429 km²
Altitud de la cabecera municipal (metros sobre el nivel del mar): 1º 55" de latitud Norte y 78º 19" de longitud Oeste

### Clima
Temperatura media: 26 °C en Promedio

## División Político-Administrativa
Además de su Cabecera municipal: Bocas de Satinga.
Olaya Herrera tiene bajo su jurisdicción los siguientes Centros poblados:
- Alto Zapanque
- Bajo Zapanque
- Boca de Víbora
- Carolina
- El Carmen
- El Nato
- La Tolita
- Las Palmas
- Samaritano
- San José Calabazal
- Zapotal

## Historia
Creado en 1975, se encuentra dentro del Parque nacional Sanquianga creado en 1977.
Se han presentado hechos de violencia del Conflicto armado interno de Colombia, y desplazamiento forzado.